# Departamento de Esquina
Departamento de Esquina är en kommun i Argentina.   Den ligger i provinsen Corrientes, i den nordöstra delen av landet, 500 km norr om huvudstaden Buenos Aires. Antalet invånare är 30 372.
Trakten runt Departamento de Esquina består i huvudsak av gräsmarker. Runt Departamento de Esquina är det glesbefolkat, med 8 invånare per kvadratkilometer.